# Saman Tahmasebi
Hassan Saman Tahmasebi, aserbaidschanisch Saman Təhmasibi (* 26. Juli 1985 in Sanandadsch, Kordestān, Iran) ist ein iranischer bzw. aserbaidschanischer Ringer kurdischer Herkunft. Er gewann bei den Ringer-Weltmeisterschaften der Jahre 2006 (Guangzhou) und 2007 (Baku) im Mittelgewicht in der Stilart Griechisch-römisch die Bronzemedaille.

## Werdegang
Hassan Saman Tahmasebi begann erst im Alter von 17 Jahren im Jahre 2002 mit dem Ringen. Er wurde dazu Mitglied des Sportklubs Takhti Sanadarash (Gholam Reza Takhti war der erste iranische Weltmeister im Ringen). Er konzentrierte sich dabei auf den griechisch-römischen Stil und startete als Erwachsener immer im Mittelgewicht, der Gewichtsklasse bis 84 kg Körpergewicht. Er studierte Sport und wurde bzw. wird hauptsächlich von Janshid Heirabadi und nach seinem Wechsel nach Aserbaidschan im Jahre 2011 von Farid Mansurow trainiert.
Gleich bei seinem ersten Start bei einer internationalen Meisterschaft, der Weltmeisterschaft 2006 in Guangzhou, gewann er mit Siegen über Jose Antonio Arias Pareses, Dominikanische Republik, Kim Jung-sub, Südkorea, einer Niederlage gegen Nazmi Avluca, Türkei und Siegen über Jake Clark, Vereinigte Staaten und Kim-Jussi Nurmela, Finnland eine WM-Bronzemedaille. Bei den Asien-Spielen des Jahres 2006 in Doha schnitt er bei weitem nicht so gut ab. Er kam dort zu einem Sieg über Manoj Kumar aus Indien, unterlag aber schon in seinem nächsten Kampf gegen Janarbek Kenjeew aus Kirgisistan, womit er auf dem 9. Platz landete.
Im Mai 2007 wurde Hassan Saman Tahmasebi in Bischkek Sieger bei den Asien-Spielen vor Cho Hyun-chul, Südkorea und Janarbek Kenjeew. Bei der Weltmeisterschaft 2007 in Baku war er ebenfalls wieder sehr erfolgreich, denn er gewann dort mit Siegen über Shingo Matsumoto, Japan, Nenad Žugaj, Kroatien und Yunior Estrada Falcon, Kuba, einer Niederlage gegen Bradley Vering, Vereinigte Staaten und weiteren Siegen über Jan Fischer, Deutschland und Kim Jung-sub erneut eine WM-Bronzemedaille.
2008 startete er bei den Olympischen Spielen in Peking. Er gewann dort in seinem ersten Kampf gegen Oleksandr Darahan aus der Ukraine, verlor aber dann gegen Nazmi Avluca. Da dieser das Finale nicht erreichte, schied er aus und kam nur auf den 11. Platz.
Im Jahre 2009 bestritt Hassan Saman Tahmasebi keine internationalen Meisterschaften.
Im Februar 2010 startete er beim Yadegar-Iman-Cup in Qom noch für den Iran und belegte dort den 3. Platz. Danach verließ er den Iran, wechselte nach Aserbaidschan und erhielt dort sehr schnell die aserbaidschanische Staatsangehörigkeit. So schnell, dass er bereits im September 2010 bei der Weltmeisterschaft in Moskau an den Start gehen konnte. Er siegte dort zunächst über Dejan Sernek aus Slowenien, verlor aber bereits in seinem zweiten Kampf gegen Damian Janikowski aus Polen und erreichte damit nur den 19. Platz.
Bei der Europameisterschaft 2011 in Dortmund verlor er gegen Jan Fischer und schied mit dieser Niederlage aus. Er belegte den 15. Platz. Wesentlich besser schnitt er bei der Weltmeisterschaft 2011 in Istanbul ab. Er besiegte dort Manoj Kumar und Haykel Achouri, Tunesien, verlor gegen Alim Selimow, siegte über Nenad Zugaj und Janarbek Kenjeew und verlor schließlich den entscheidenden Kampf um eine WM-Bronzemedaille gegen Rami Hietaniemi aus Finnland. Mit dem 5. Platz hatte er sich aber die Startberechtigung bei den Olympischen Spielen 2012 in London erkämpft.
Eine Medaille verfehlte Hassan Saman Tahmasebi auch bei der Europameisterschaft 2012 in Belgrad. Er kam dort auf den 8. Platz. Bei den Olympischen Spielen in London, bei denen er für Aserbaidschan teilnahm, verlor er gegen Wladimir Gegeschidse aus Georgien und schied danach aus, weil Gegeschidse das Finale nicht erreichte. Er belegte damit den 11. Platz.
Bei der Europameisterschaft 2013 in Tiflis verlor er seinen ersten Kampf gegen Alexei Mischin, den mehrfachen Weltmeister aus Russland. Danach besiegte er Dorin Constantin Pirvan aus Rumänien und Fisnik Zahiti aus Schweden. Den Kampf um eine Bronzemedaille verlor er aber gegen Nenad Žugaj aus Kroatien. Bei der Weltmeisterschaft im September 2013 in Budapest gelang ihm dann wieder ein großer Erfolg. Er besiegte im Mittelgewicht Eugen Ponomartschuk aus Deutschland, Viktor Lörincz aus Ungarn, Giorgi Zirekidse aus Georgien und Rami Hietaniemi aus Finnland. Damit stand er im Endkampf seinem ehemaligen iranischen Mannschaftskollegen Taleb Nariman Nematpour gegenüber. Er verlor diesen Kampf knapp mit 3:5 Punkten und wurde deshalb Vizeweltmeister.
Anm.: Hassan Saman Tahmasebi ist nicht identisch mit dem iranischen Ringer Hassan Tahmasebi, der als Freistilringer im Leichtgewicht (Gewichtsklasse bis 66 kg Körpergewicht) startete.

## Internationale Erfolge
| Jahr | Platz | Wettbewerb                                  | Gewichtsklasse | Ergebnisse |
| 2006 | 3.    | WM in Guangzhou                             | Mittel         | nach Siegen über Jose Antonio Arias Paredes, Dom. Rep. und Kim Jung-sub, Südkorea, einer Niederlage gegen Nazmi Avluca, Türkei und Siegen über Jake Clark, USA und Kim-Jussi Nurmela, Finnland        |
| 2006 | 9.    | Asien-Spiele in Doha                        | Mittel         | nach einem Sieg über Manoj Kumar, Indien und einer Niederlage gegen Janarbek Kenjeew, Kirgisistan |
| 2007 | 1.    | Asienmeisterschaft in Bischkek              | Mittel         | vor Cho Hyun-chul, Südkorea und Janarbek Kenjeew |
| 2007 | 10.   | Dan Kolow & Nikola Petrow-Memorial in Sofia | Mittel         | Sieger: Taleb Nariman Nematpour, Iran |
| 2007 | 3.    | Wladyslaw-Pytlasinski-Memorial in Warschau  | Mittel         | hinter Kim Jung-sub und Sándor Bárdosi, Ungarn |
| 2007 | 3.    | WM in Baku                                  | Mittel         | nach Siegen über Shingo Matsumoto, Japan, Nenad Zugaj, Kroatien und Yunior Estrada Falcon, Kuba, einer Niederlage gegen Bradley Vering, USA und Siegen über Jan Fischer, Deutschland und Kim Jung-sub |
| 2008 | 11.   | OS in Peking                                | Mittel         | nach einem Sieg über Oleksandr Darahan, Ukraine und einer Niederlage gegen Nazmi Avluca, Türkei |
| 2010 | 3.    | Yadegar-Imam-Cup in Qom                     | Mittel         | hinter Chadorchi Davod Abedinzadeh und Davood Aliaschraf Achbari, beide Iran |
| 2010 | 19.   | WM in Moskau                                | Mittel         | nach einem Sieg über Dejan Sernek, Slowenien und einer Niederlage gegen Damian Janikowski, Polen |
| 2011 | 1.    | Vehbi-Emre-Memorial in Istanbul             | Mittel         | vor Nenad Zugaj und Wassyl Ratschyba, Ukraine |
| 2011 | 2.    | Welt-Cup in Minsk                           | Mittel         | hinter Taleb Nariman Nematpour, vor Alim Selimow, Weißrussland und Alan Chugajew, Russland |
| 2011 | 15.   | EM in Dortmund                              | Mittel         | nach einer Niederlage gegen Jan Fischer |
| 2011 | 2.    | Golden-Grand-Prix in Baku                   | Mittel         | hinter Habibollah Jomeh Achlaghi, Iran, vor Davood Aliaschraf Achbari, Iran und Ahmet Yildirim, Türkei                                                                                                |
| 2011 | 5.    | WM in Istanbul                              | Mittel         | nach Siegen über Manoj Kumar und Haykel Achouri, Tunesien, einer Niederlage gegen Alim Selimow, Siegen über Nenad Zugaj und Janarbek Kenjeew und einer Niederlage gegen Rami Hietaniemi, Finnland     |
| 2011 | 1.    | FILA-Test-Turnier in London                 | Mittel         | vor Wassyl Ratschyba, Ukraine, Andrea Minguzzi, Italien und Christoffer Ljungbeck, Schweden |
| 2012 | 8.    | EM In Belgrad                               | Mittel         | Sieger: Christo Marinow, Bulgarien vor Damian Janikowski, Schan Belenjuk, Ukraine und Viktor Lörincz, Ungarn                                                                                          |
| 2012 | 5.    | Welt-Cup in Saransk                         | Mittel         | Sieger: Taleb Nariman Nematpour vor Laszlo Antunovics, Ungarn |
| 2012 | 11.   | OS in London                                | Mittel         | nach einer Niederlage gegen Wladimir Gegeschidse, Georgien |
| 2013 | 12.   | Welt-Cup in Teheran                         | Halbschwer     | Sieger: Sargis Tonojan, Armenien vor Cenk İldem, Türkei |
| 2013 | 5.    | EM in Tiflis                                | Mittel         | nach einer Niederlage gegen Alexei Mischin, Russland, Siegen über Dorin Constantin Pirvan, Rumänien und Fisnik Zahiti, Schweden und einer Niederlage gegen Nenaqd Zugaj, Kroatien                     |
| 2013 | 1.    | Großer Preis von Spanien in Madrid          | Mittel         | vor Pedro Jacinto Garcia Perez, Spanien und Rasmus Tjoerstad, Norwegen |
| 2013 | 2.    | WM in Budapest                              | Mittel         | nach Siegen über Eugen Ponomartschuk, Deutschland, Viktor Lörincz, Ungarn, Giorgi Zirekidse, Georgien und Rami Hietaniemi, Finnland und einer Niederlage gegen Taleb Nariman Nematpour, Iran          |
| 2013 | 1.    | Golden-Grand-Prix in Baku                   | Mittel         | vor Jim Eric Pettersson, Schweden und Viktor Lörincz |

Erläuterungen
- alle Wettbewerbe im griechisch-römischen Stil
- OS = Olympische Spiele, WM = Weltmeisterschaft, EM = Europameisterschaft
- Mittelgewicht, Gewichtsklasse bis 84 kg, Halbschwergewicht, bis 96 kg Körpergewicht